# Gråröd navellav
Gråröd navellav (Umbilicaria cinereorufescens) är en lavart som först beskrevs av Schaer., och fick sitt nu gällande namn av Frey. Gråröd navellav ingår i släktet Umbilicaria och familjen Umbilicariaceae.  Arten är reproducerande i Sverige. Inga underarter finns listade i Catalogue of Life.